# Компонента связности графа

Несвязный граф с тремя компонентами связности

Компонента связности графа {\displaystyle G} (или просто компонента графа {\displaystyle G}) —  максимальный (по включению) связный подграф графа {\displaystyle G}.
Другими словами, это подграф {\displaystyle G(U)}, порождённый множеством {\displaystyle U\subseteq V(G)} вершин, в котором для любой пары вершин {\displaystyle u,v\in U} в графе {\displaystyle G} существует {\displaystyle (u,v)}-цепь и для любой пары вершин {\displaystyle u\in U}, {\displaystyle w\notin U} не существует {\displaystyle (u,w)}-цепи.
Для ориентированных графов определено понятие компоненты сильной связности.

## Алгоритм
Для выделения компонент связности можно использовать поиск в ширину или поиск в глубину. При этом затраченное время будет линейным от суммы числа вершин и числа рёбер графа.